# Burnupia
Burnupia is een geslacht van weekdieren uit de  familie van de Planorbidae.

## Soorten
De volgende soorten zijn bij het geslacht ingedeeld:
- Burnupia alta Pilsbry & Bequaert, 1927
- Burnupia caffra Krauss, 1848
- Burnupia crassistriata Preston, 1911
- Burnupia edwardiana Pilsbry & Bequaert, 1927
- Burnupia ingae Lanzer, 1991
- Burnupia kempi Preston, 1912
- Burnupia kimiloloensis Pilsbry & Bequaert, 1927
- Burnupia obtusata Walker, 1926
- Burnupia stenochorias Melvill & Ponsonby, 1903
- Burnupia stuhlmanni Martens, 1897